# Valerio de los Santos
Valerio Lorenzo de los Santos (nacido el 6 de octubre de 1972 en Las Matas de Farfán) es un lanzador dominicano que jugó en las Grandes Ligas de Béisbol. Actualmente juega para el equipo independiente Long Island Ducks.
De los Santos lanzó en las Grandes Ligas de 1998 a 2005 para los Cerveceros de Milwaukee, Filis de Filadelfia, Azulejos de Toronto, y Marlins de Florida. El 9 de julio de 2005, lanzando en el noveno inning contra los Cachorros de Chicago, de los Santos golpeó a Adam Greenberg directamente en la parte posterior de la cabeza con una bola rápida de 91 millas por hora en el campo en su primera aparición en el plato. "Lo primero que me pasó por la mente fue, 'Este tipo está muerto'", dijo de los Santos. Greenberg, sufrió una conmoción cerebral leve como resultado del bolazo y todavía sufre de vértigo posicional.
De los Santos lanzó para los Sultanes de Monterrey de la Liga Mexicana en 2007. Firmó un contrato de ligas menores con los Rockies de Colorado en enero de 2008. Después de iniciar el año con el equipo Triple-A Colorado Springs Sky Sox, fue llamado el 28 de julio de 2008. Fue designado para asignación el 4 de agosto y se convirtió en agente libre al final de la temporada.
En enero de 2009, firmó un contrato de ligas menores con los Mets de Nueva York. Fue liberado el 25 de marzo después de haber sido cortado de los entrenamientos de primavera.
Ha lanzado para Gigantes de Carolina en la Liga Puertorriqueña.
El 10 de marzo de 2011, de los Santos firmó un contrato con los Ducks de Long Island. Además firmó para Vaqueros Laguna en la Liga Mexicana.